# Nyala nížinná
Nyala nížinná, známá též pod názvem nyala jižní (Tragelaphus angasii) je jihoafrický druh antilopy preferující husté křoviny poblíž vody.
Vědecké jméno získala po anglickém umělci a zoologovi Georgovi French Angasovi (1882–1886). Její nejbližší příbuznou je dnes velice vzácná nyala horská (Tragelaphus buxtoni), obývající střední Etiopii. Počet jedinců se odhaduje na 32 000.

## Popis

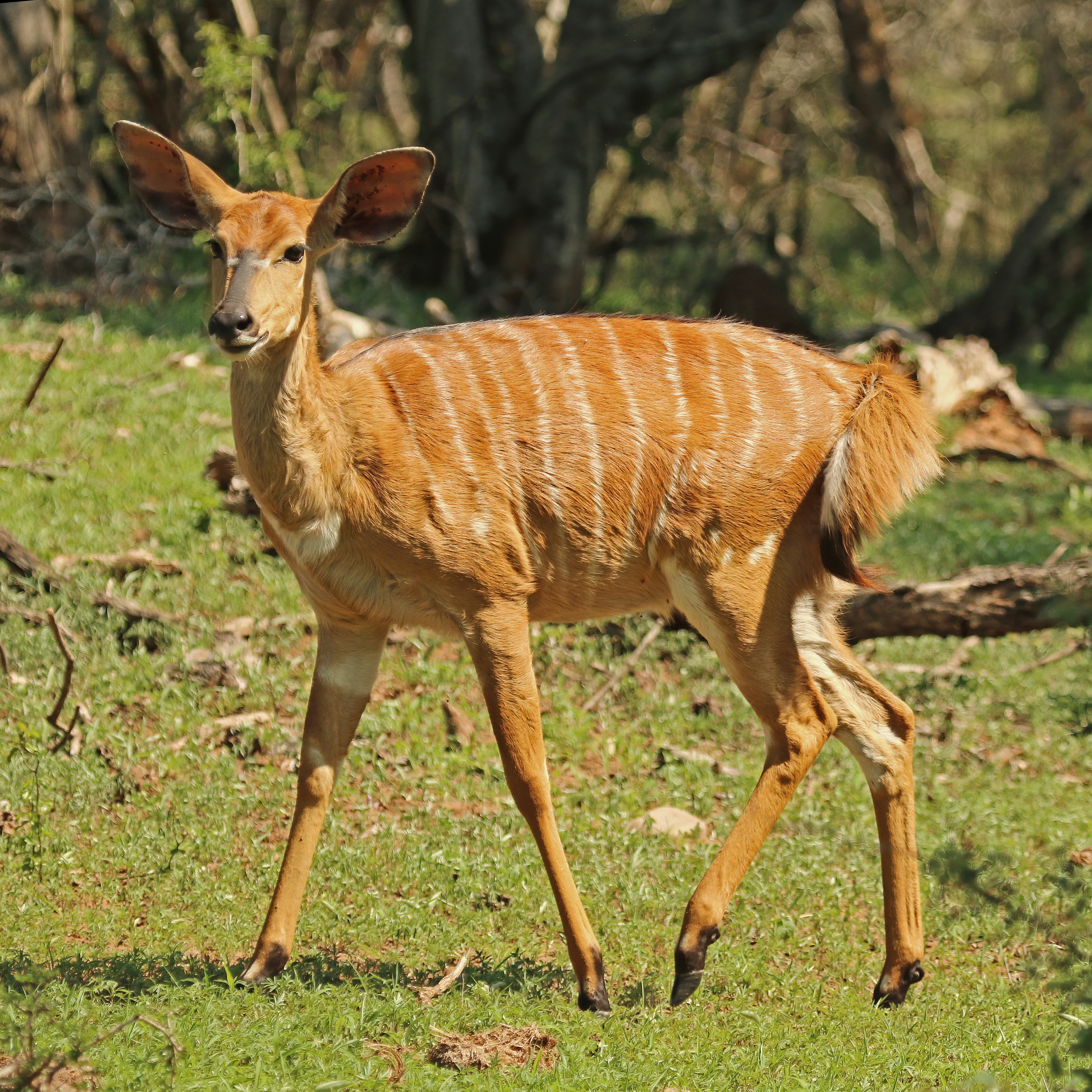
Samice nyaly nížinné, KwaZulu-Natal

Výška v kohoutku je u samců průměrně 110 cm, u samic kolem 90 cm. Délka těla se pohybuje mezi 1,4–1,6 m a hmotnost mezi 55–125 kg. Samec má tělo a hlavu zbarvenou uhlově černošedě, na bocích a hlavě jsou nezřetelné bílé pruhy a skvrny, část končetin je oranžová. Na břiše a na krku má výrazně delší srst, na zadku 40–55 cm dlouhý huňatý ocas a na hlavě výrazné rohy. Samice je menší než samec, nemá žádné rohy a je zbarvena podobně jako mláďata: červenohnědě s bílými pruhy.

## Chování
Nyala nížinná je při nižších teplotách aktivní přes den, horké dny tráví ve stínu stromů odpočinkem a aktivní je převážně až večer. Pokud je vyrušena predátorem (levhartem, psem hyenovitým), vydá poplašný zvuk, na který kromě ostatních nyal reagují i jiné druhy živočichů, např. impaly nebo paviáni, kteří se vydají spolu s nimi na prchavý útěk. Nyala je společenské zvíře, které žije většinou v menších stádech jednoho pohlaví, tvořených max. 30 kusy. Samci nejsou příliš územní a jejich teritoria se často překrývají.
V období dešťů vyhledávají čerstvou zelenou trávu, listy, květy a čerstvé ovoce. Často následují paviány, po kterých spásají zbytky zelených rostlin nebo plodů, které paviáni shazují ze stromů. V období sucha se spokojí s větvičkami, kořínky nebo hlízami. Pokud je vodní zdroj dostupný, pijí několikrát za den; pokud není zdroj k dispozici, dokáží vydržet bez vody i několik dnů, což jim dovoluje přežívát i v sušších oblastech.
Nyala se může množit po celý rok. Nejvíce mláďat se však rodí v létě nebo na počátku podzimu. V období rozmnožování samci nahrbují své hřbety a chlupy na něm, čímž se snaží odradit svého protivníka; pokud tento varovný signál nepomůže, často dochází k nebezpečným soubojům, které mohou končit i smrtelným zraněním. Samicím se dvoří po dobu dvou dní a vyčkávají, zda povolí spáření či nikoliv. Po zhruba 7měsíční březosti rodí jedno, velice vzácně dvě mláďata, která po narození váží průměrně 5 kg. Stejně jako u většiny druhů antilop jsou i mláďata tohoto druhu první dny života (zhruba 18 dnů) skryta ve vysoké vegetaci, kde je chodívá samice pravidelně kojit. Samice své matky opouštějí až v době, kdy se jim narodí vlastní mládě; samci ve věku, kdy dosáhnou pohlavní dospělosti.